# Alzoniella finalina
Alzoniella finalina е вид коремоного от семейство Hydrobiidae. Видът е застрашен от изчезване.

## Разпространение
Разпространен е в Италия.

## Описание
Популацията на вида е намаляваща.